# Albatros (Schiff, 1942)
Die Albatros – zuvor Dagmar Larssen, Iris Thy und Esther Lohse – ist ein Dreimast-Toppsegelschoner des Vereins „Clipper“ und wird für Fahrten mit Jugendlichen wie auch älteren Mitseglern eingesetzt. Das Segelschiff mit dem relativ hoch aufragenden Klüverbaum befährt vor allem die deutsche und dänische Ostsee. Für die weitgehend ehrenamtlich ausgeführten winterlichen Instandhaltungsarbeiten liegt es alljährlich bei Ring-Andersen in Svendborg.

## Geschichte
Die Albatros wurde 1942 unter dem Namen Dagmar Larssen auf der dänischen Werft K. A. Tommerup in Hobro (heute Teil der Gemeinde Mariagerfjord in Nord-Jütland) als Galeasse für Frachtfahrten in Dienst gestellt. Ihr Rumpf wurde in Eiche auf Eiche, also mit Eichenplanken auf Eichenspanten, gebaut. Die Dagmar Larssen diente zunächst als Fischerboot in der Nordsee. 1951 wurde das Schiff verkauft und in Iris Thy umbenannt. 1953 wurden Segel und Masten des Schiffes reduziert und 1957 ging das Schiff an neue Eigner nach Marstal.
Bereits 1961 wurde es erneut verkauft und nach der Ehefrau des neuen Eigentümers in Esther Lohse umgetauft. Mit Heimathafen Bornholm diente das Schiff fortan als Steinfischer und transportierte Findlinge für die Befestigung von Ufern und Hafenmolen; hierzu wurde ein Alpha-Diesel mit 120 PS eingebaut. Nach anderen Angaben soll das Schiff von den frühen 1950er Jahren bis 1973 Fracht nach Island transportiert haben.
Anfang der 1970er Jahre kam das Schiff unter britische Flagge: Es wurde von Tony und Fleur Davies aus der Nähe von Colchester in Südostengland gekauft. 1972 wurde das Schiff als Dreimast-Toppsegelschoner (Dreimastschoner mit einem Rahsegel) getakelt. Das so genannte Marssegel verbessert die Manövriereigenschaften des Schiffes. Die Esther Lohse wurde umfassend überholt und für Erlebnisreisen mit Passagieren ausgestattet. Der mit dicken Planken ausgebaute ehemalige Laderaum dient seither als großräumige Messe und Kombüse, die Schlafkammern sind baulich abgetrennt. Auf moderne Decksaufbauten, die das Aussehen des Schiffs stark verändert hätten, wurde verzichtet. In den folgenden Jahren wurde das Schiff für Charterreisen und als Filmschiff genutzt. So spielt es unter anderem in einigen Folgen der Filmserie „Die Onedin-Linie“ unter seinem damaligen Namen Esther Lohse eine größere Rolle.
1978 kaufte der deutsche Verein „Clipper DJS“ mit Unterstützung der Stadt Bremerhaven die Esther Lohse und taufte sie auf ihren heutigen Namen Albatros. Im folgenden Jahr wurde das Schiff umfassend restauriert. Seitdem fährt die Albatros jedes Jahr von Frühling bis Herbst mit ehrenamtlicher Stammbesatzung für ein- und zweiwöchige Fahrten vor allem in der deutschen und dänischen Ostsee. Das Schiff wird durch Vereinsbeiträge, ehrenamtliche Mitarbeit und Törngebühren unterhalten.
Mehrfach nahm das Schiff in dieser Zeit an Regatten für Großsegler teil. Unmittelbar vor einer solchen Fahrt – der Regatta Tall Ships’ Races 1983 (früher Cutty Sark Tall Ships' Races) – verfing sich vor der dänischen Insel Falster ein Granitfindling im Anker der Albatros. Da der Anker auch nach dem Hieven (Hochziehen) nicht von dem Stein befreit werden konnte, segelte sie mit ihm die gesamte vorgesehene Strecke rund Gotland nach Karlskrona in Schweden. Nach Ende der Regatta konnte der Findling geborgen werden. Er wurde mit der eingemeißelten Inschrift „Albatros, Tall Ships' Race 1983“ dem schwedischen König auf dem Marktplatz von Karlskrona öffentlich überreicht. Auf der Rum-Regatta in Flensburg 1994 erwarb das Schiff als langsamster Teilnehmer den Preis „Goldene Schildkröte“.
In der Nacht zum 2. Juli 2025 lief die Albatros mit 25 Menschen an Bord auf der Untertrave auf Grund und wurde von Seenotrettern der DGzRS freigeschleppt.
Die Albatros wird als Traditionsschiff betrieben. Viele Details des Schiffs erinnern noch heute an seine Vergangenheit aus der Zeit vor der modernen Motorschifffahrt.

## Bilder

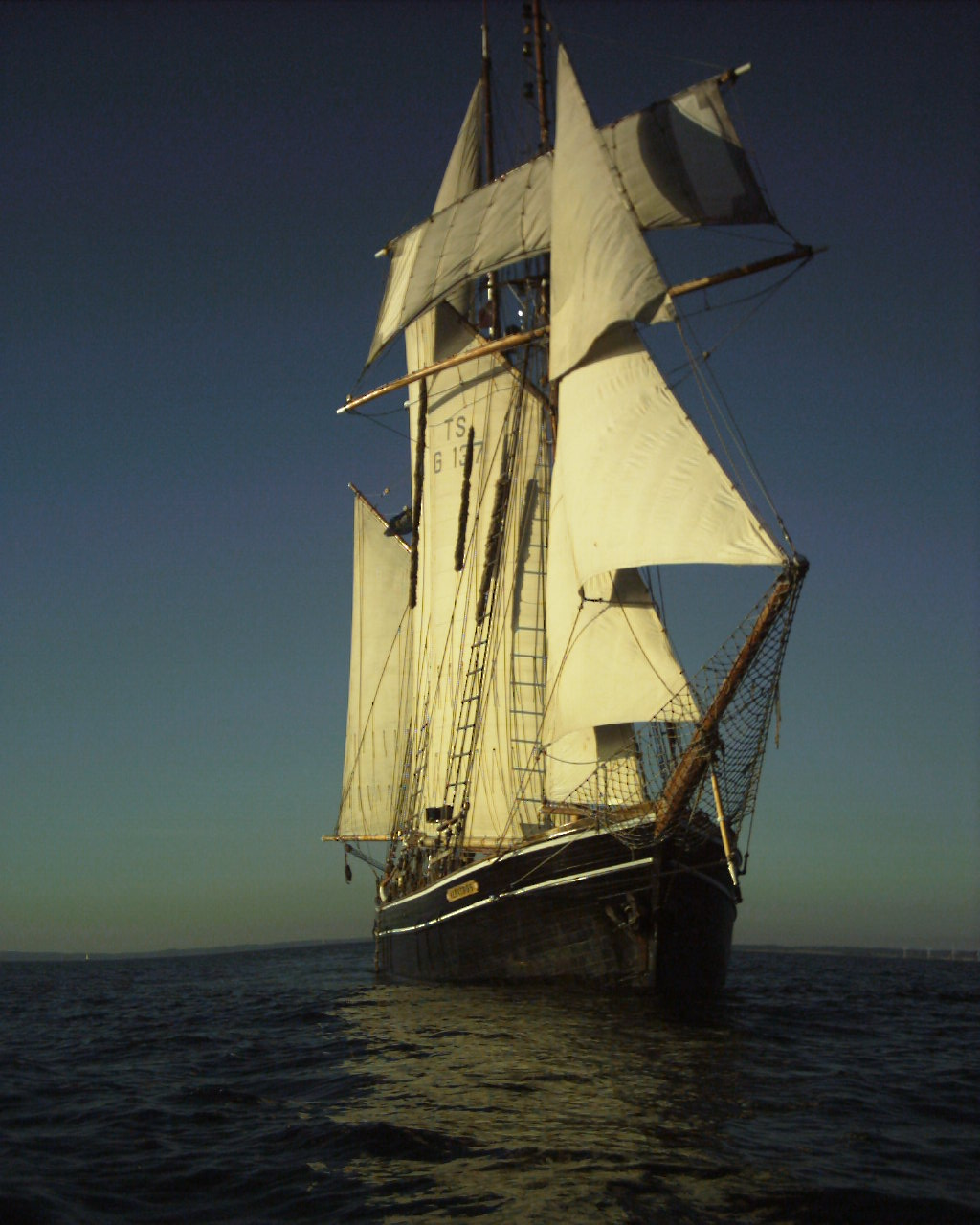
Frontansicht der Albatros 2004
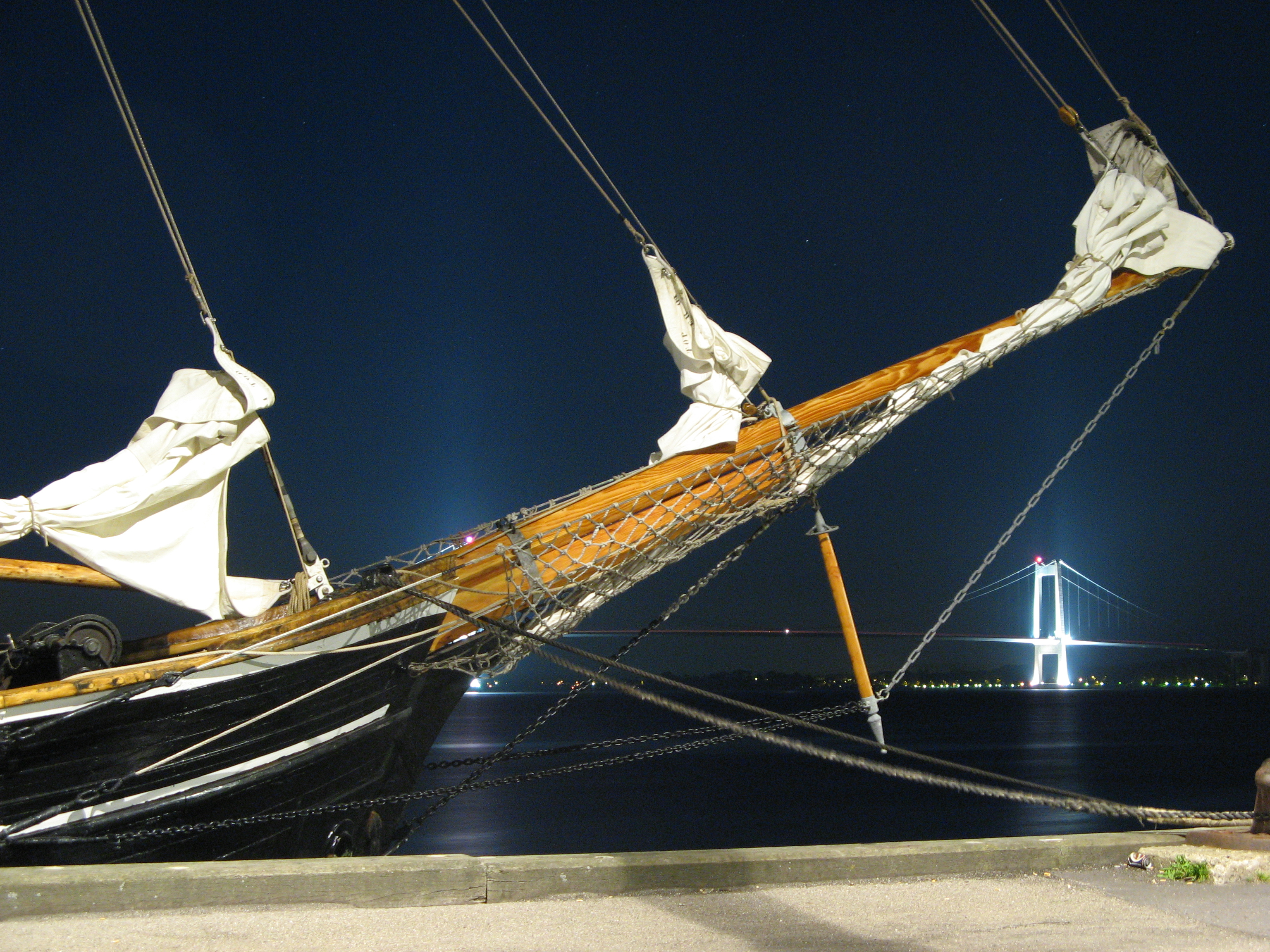
Bugspriet und Klüverbaum
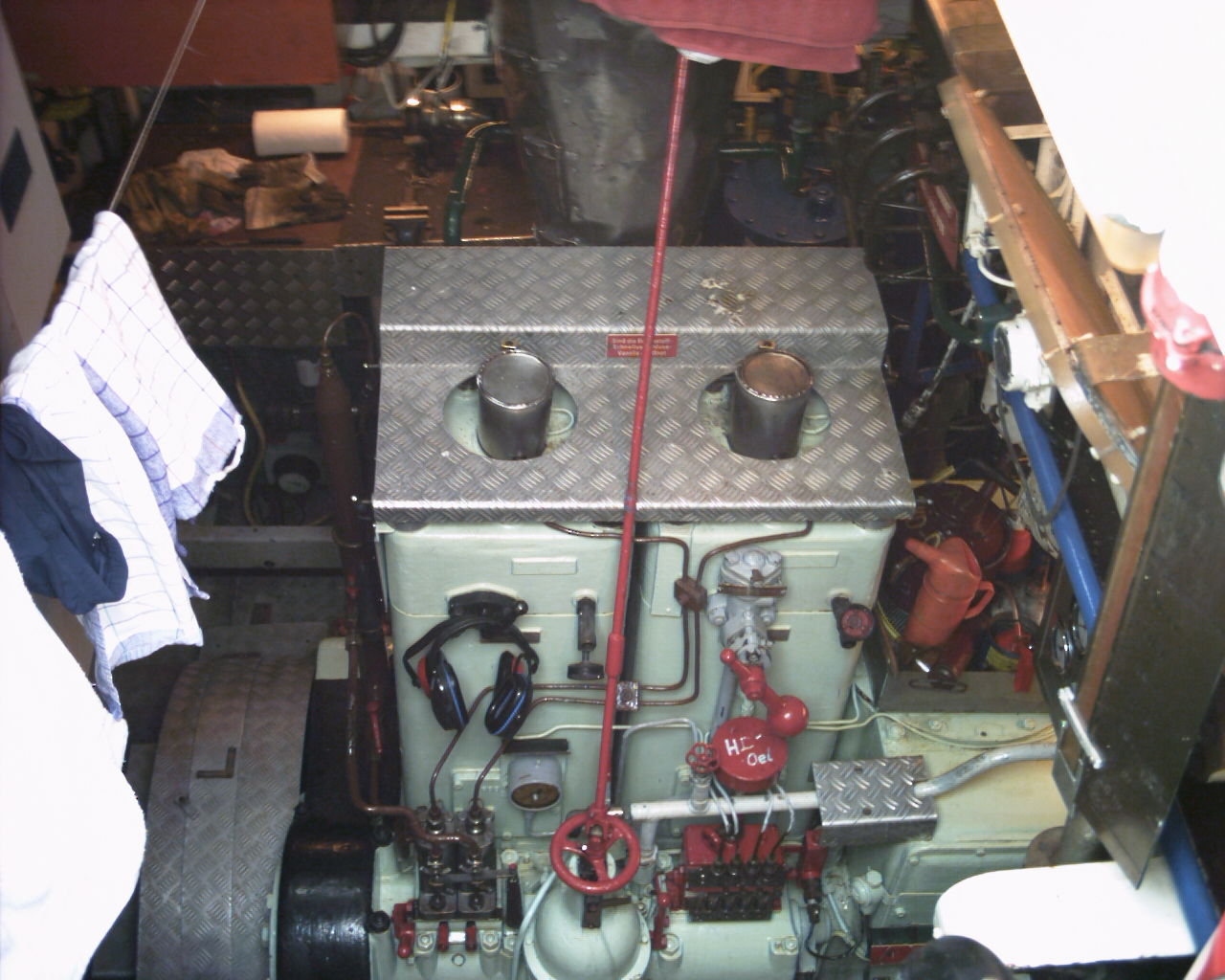
Maschinenraum
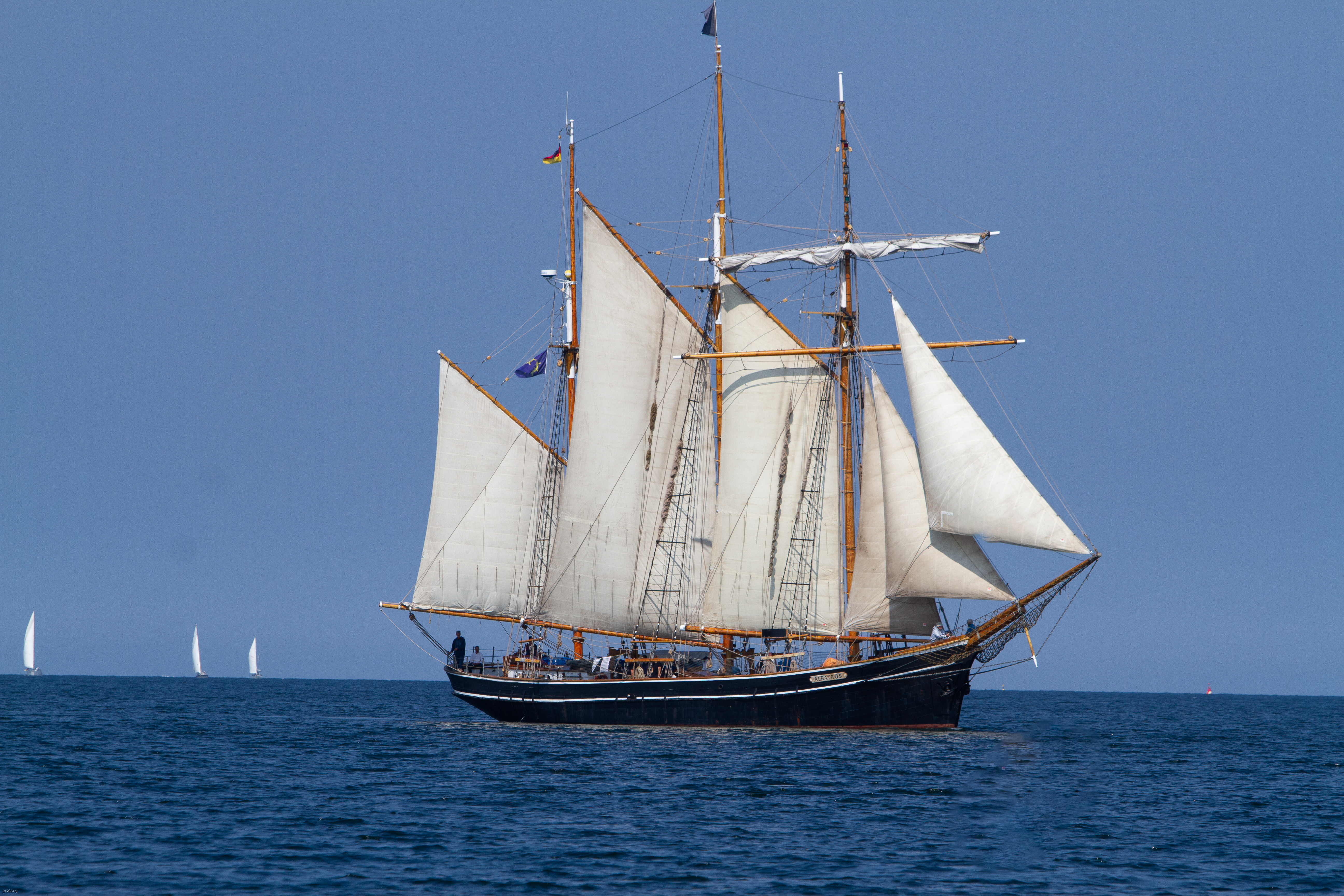
Die Albatros unter Segel in der Wismarbucht, August 2023